# 张炳功
张炳功（1954年—），山东鱼台人，汉族，中华人民共和国政治人物、第十一届全国人民代表大会吉林地区代表。
毕业于北京工业大学管理科学与工程专业，是中共党员。担任审计署驻沈阳办事处特派员。2008年起担任全国人大代表。